# Suchoi Su-37
Die Suchoi Su-37 (russisch Сухой Су-37, NATO-Codename: Flanker-F) war ein in Russland entwickelter Prototyp eines einsitzigen Mehrzweckjagdflugzeugs der Su-27-Familie. Die Su-37, auch „Terminator“ genannt, galt zusammen mit der seit 2009 produzierten Su-35BM als die leistungsfähigste Variante der Familie.

## Entwicklung
Die Su-37 ist eine Weiterentwicklung der Su-35, die ursprünglich Su-27M genannt wurde. Die Entwicklung der Su-27M begann in den frühen 1980er-Jahren; der erste Prototyp (T-10S-70) absolvierte 1988 seinen Jungfernflug. Die primären Änderungen gegenüber der Su-27P waren die Canards (Entenflügel), stärkere Triebwerke, ein neues Radar und eine Fly-by-wire-Flugsteuerung. Bei späteren Prototypen wurde auch das Cockpit nochmals komplett überarbeitet. 1993 wurde die Su-27M in Su-35 umbenannt.
Im Vergleich zur Su-35 wurden bei der Su-37 noch eine 2D-Schubvektorsteuerung hinzugefügt. Die Testflüge der Su-37 begannen im April 1996. Die Su-37 wurde 1996 auf der Farnborough Airshow von Suchoi-Testpilot Jewgeni Frolow vorgestellt. Dabei wurde auch erstmals die Kunstflugfigur Kulbit öffentlich vorgeführt.

## Konstruktion
Die Su-37 ist ein einsitziges Allwetter-Kampfflugzeug mit sekundären Jagdbomber-Fähigkeiten. Die Maschine wird gelegentlich wegen ihrer Canards sowie der konventionellen Gestaltung von Höhen- und Seitenleitwerk als Dreidecker bezeichnet. Die Su-37 enthält mehrere Updates, einschließlich des neuen Puls-Doppler-Multifunktionsradars NO-11M mit passiver elektronischer Strahlschwenkung. Es verfügt unter anderem über einen erweiterten Terrainverfolgungsmodus und kann bis zu 15 Ziele gleichzeitig verfolgen und bekämpfen. Zusätzlich besitzt es noch ein rückwärtsgerichtetes Suchradar NO-12 mit eingeschränkter Leistungsfähigkeit. Die Su-35 enthält mehr Verbundwerkstoffe als die Su-27. Die erhöhte Schubkraft sowie die Schubvektorsteuerung wurden mit den AL-37FU-Triebwerken realisiert. Die variabel steuerbaren Düsen der Su-37 können 15° nach oben und unten bewegt werden, was ihr Rollvermögen deutlich verbessert.

## Verbleib
Die einzige gebaute Su-37 mit der Nummer 711 wurde im Sommer 2000 zu einer Su-35 zurückgerüstet und die Schubvektorsteuerung demontiert. Sie stürzte 2002 nach einem Triebwerksausfall ab.

## Technik

### Technische Daten
| Kenngröße                | Daten |
| ------------------------ | --- |
| Besatzung                | 1 |
| Länge                    | 22,18 m |
| Spannweite               | 14,70 m |
| Flügelfläche             | 62,04 m² |
| Flügelstreckung          | 3,48 |
| Tragflächenbelastung     | - minimal (Leermasse): 297 kg/m² - nominal (normale Startmasse): 430 kg/m² - maximal (max. Startmasse): 548 kg/m² |
| Höhe                     | 6,43 m |
| Leermasse                | 18.400 kg |
| normale Startmasse       | 26.700 kg |
| max. Startmasse          | 34.000 kg |
| Treibstoffkapazität      | ca. 7.500 kg (intern)                                                                                             |
| Kraftstoffverhältnis     | 0,29 |
| g-Limits                 | −3/+9g |
| Höchstgeschwindigkeit    | - Mach 2,35 bzw. 2.496 km/h (auf 10.975 m) - Mach 1,14 bzw. 1.396 km/h (auf Meereshöhe)                           |
| Dienstgipfelhöhe         | 18.800 m |
| Steigrate                | 330 m/s |
| Reichweite               | 3.680 km |
| Triebwerke               | zwei Saturn/Ljulka-AL-37FU-Mantelstromtriebwerke                                                                  |
| Schubkraft               | - mit Nachbrenner: 2× 142,20 kN - ohne Nachbrenner: 2× 83,40 kN                                                   |
| Schub-Gewicht-Verhältnis | - maximal (Leermasse): 1,58 - nominal (normale Startmasse): 1,09 - minimal (max. Startmasse): 0,85                |

### Bewaffnung
- eine 30-mm-Maschinenkanone Grjasew-Schipunow GSch-301 (9A-4071K) mit 150 Schuss Kampfsatz
- Waffenzuladung von maximal 8200 kg an 14 Außenlaststationen